# Padula Mancina
Padula Mancina este o arie protejată (arie specială de conservare — SAC, sit de importanță comunitară — SCI) din Italia întinsă pe o suprafață de 92 ha, integral pe uscat.

## Localizare
Centrul sitului Padula Mancina este situat la coordonatele 39°59′06″N 18°18′40″E / 39.985°N 18.311°E.

## Înființare
Situl Padula Mancina a fost declarat sit de importanță comunitară în ianuarie 2017 pentru a proteja 1 specie de animale. Situl a fost protejat și ca arie specială de conservare în decembrie 2018.

## Biodiversitate
Situată în ecoregiunea mediteraneană, aria protejată conține 1 habitat natural: Iazuri temporare mediteraneene.
La baza desemnării sitului se află o specie protejată de  reptile: elaphe situla (Zamenis situla).
Pe lângă speciile protejate, pe teritoriul sitului au mai fost identificate 7 specii de plante, 3 specii de amfibieni, 1 specie de nevertebrate, 7 specii de reptile.